# Juan Corbet
Juan Corbet (John Corbet, Corbett o Corbe) fue un estadounidense que actuó como médico en la Armada Argentina durante la guerra del Brasil.

## Biografía
John Corbet fue uno de los médicos (titulados o idóneos) de nacionalidad norteamericana que sirvió en ese conflicto la pequeña escuadra de la República Argentina al mando de Guillermo Brown.
Fue designado médico cirujano de la escuadra el 10 de marzo de 1826, ya iniciada la guerra con el imperio del Brasil, y se alistó de inmediato en el bergantín Independencia, ex Harmony, bajo el mando de Guillermo Bathurst, participando en el mes de abril en el ataque a Montevideo contra las fragatas Emperatriz y Nitcheroy.
En el Combate de Monte Santiago del 7 y 8 de abril de 1827, en que el Independencia fue destruido y perdió la mitad de sus hombres entre muertos y heridos, Corbet ya no era el cirujano de a bordo, habiendo sido reemplazado por Santiago Phillips.